# Telescopio infrarrojo de NASA
El Telescopio infrarrojo de NASA (en inglés NASA Infrared Telescope Facility, IRTF) es un telescopio de 3 metros optimizado para usarse en astronomía infrarroja, localizado en el Observatorio Mauna Kea en Hawái.
Fue construido inicialmente con la finalidad de apoyar las misiones del Programa Voyager,  siendo ahora la estación nacional de Estados Unidos para la astronomía infrarroja, aportando ayuda en el estudio de sistemas planetarios en la vecindad solar y el espacio profundo. De acuerdo a sus reglas de distribución de tiempo, al menos la mitad del tiempo es utilizado en el estudio de las ciencias planetarias.